# Pantalla de píxels telescòpics
Una Pantalla de píxels telescòpics o TPD (acrònim de l'anglès Telescopic Pixel Display) és una pantalla que es basa en una tecnologia que imita l'òptica d'un telescopi. És una pantalla reflectiva formada per uns píxels on cada un d'ells actua com un telescopi en miniatura.

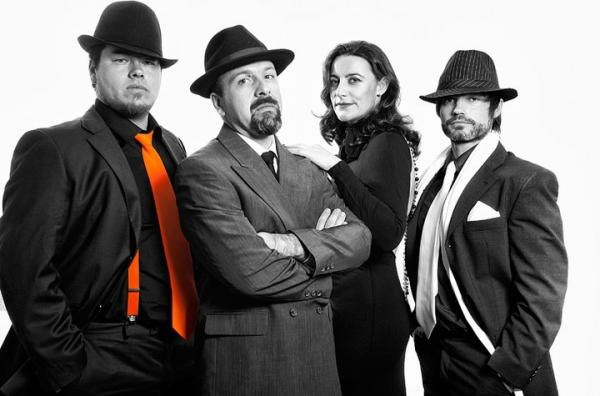
Fig 1.

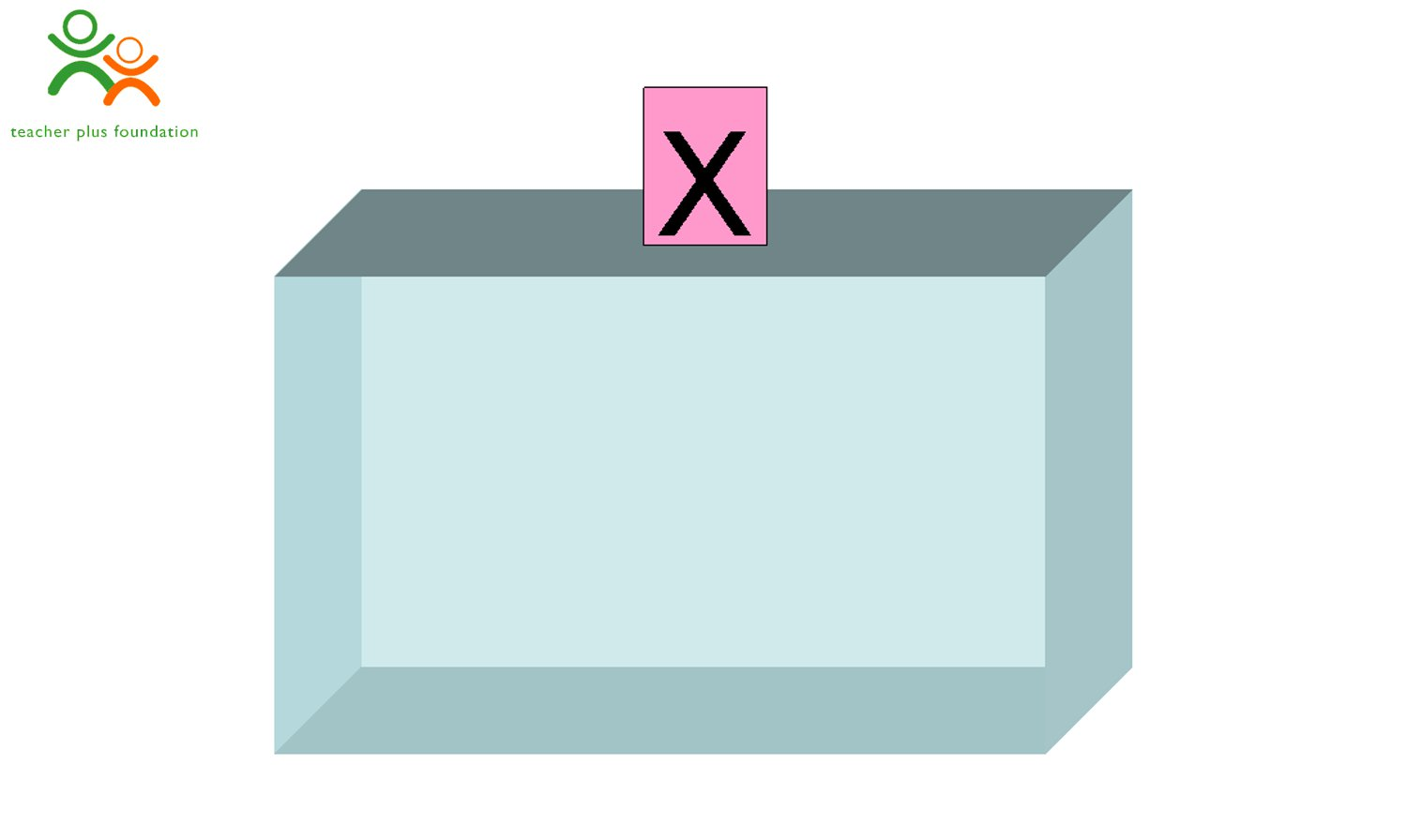
Fig 2.

## Estructura
Els píxels d'una TPD estan compostos per 2 miralls oposats: un mirall primari que està orientat cap a la font de llum (a la banda oposada de la pantalla) i té un forat al centre, i un mirall secundari més petit, col·locat davant el primer i orientat al revés.
Cada píxel es produeix en dues meitats per fotolitografia i tècniques de gravat.
El mirall secundari simplement està compost per alumini estampat sobre vidre.
El mirall primari és una mica més complicat de fabricar; primer, un elèctrode d'òxid d'indi o ITO (Indium Tin Oxide) es diposita sobre un substrat de vidre i es recobreix amb poliamida. La poliamida actua com un aïllant elèctric per al mirall primari.
Llavors l'alumini es posa sobre la poliamida i es fan uns forats de 20 micres de diàmetre. El conjunt de miralls primaris finalment s'hauran d'alinear amb els miralls secundaris.
L'últim pas en la fabricació del mirall primari és un gravat en sec que elimina la poliamida de sota els forats de la capa d'alumini, i en resulten les seccions d'alumini suspeses en l'espai lliure. Aquestes seccions d'alumini podran deformar-se quan s'apliqui un voltatge entre el metall i la capa de l'elèctrode ITO. Una vegada s'ha acabat de muntar, cada píxel té 100 μm de diàmetre.

## Funcionament
Quan no hi ha camp elèctric (Fig. 1), els miralls es mantenen paral·lels i la llum es reflecteix de nou cap a la font de llum sense arribar-se a projectar a la pantalla. Però quan s'aplica una tensió entre el mirall primari (membrana de metall) i l'elèctrode ITO (Fig. 2), el mirall primari es corba formant una paràbola. La curvatura concentra la llum en el mirall secundari, que la reflecteix la llum a través del forat del mirall primari i arriba a la pantalla.

## Avantatges i Inconvenients

### Avantatges
- Aquest disseny permet augmentar la quantitat de llum de la font que arriba a la pantalla; amb els experiments realitzats fins ara s'arriba al voltant del 36%, que suposa unes tres vegades més de llum que la que emet una pantalla LCD.

- En comparació amb la infraestructura utilitzada actualment per LCD, el mètode de fabricació d'aquests píxels és més econòmic.

- El temps de resposta del píxel (mínim temps necessari per canviar el color o la brillantor d'un píxel) és de 0.625 ms, millor que la pantalla LCD, que té un temps de resposta de 2 a 10 ms.

### Inconvenients
- Amb els prototips amb els quals s'ha experimentat fins ara (2009) la relació de contrast aconseguida ha estat molt pobra.
- No s'han realitzat proves de durabilitat, però es creu que pot ser un problema a causa dels constants moviments a què està sotmès el mirall primari.
- Una altra de les actuals limitacions és el relativament alt voltatge necessari per al seu funcionament (120 V).